# Кухар-Онишко Олександр Савич
Олесандр Савич Кухар-Онишко (7 серпня 1923, с. Павликівці Трительницької волості Проскурівського повіту (нині Хмельницька область) — 1998, Миколаїв) — відомий знавець і послідник української прози, зокрема романної, доцент і професор кафедри української літератури Миколаївського педінституту імені В.Бєлінського. Батько Наталії Олександрівни Кухар-Онишко (головний зберігач фонду Миколаївського обласного краєзнавчого музею).

## Дитячі роки
Народився у сім'ї селянина. Батько, 1899 року народження, у дитинстві не здобув освіти, але все життя тягнувся до книги, мав гарний почерк здобув гарні знання самоосвітою з історії і літератури, пробував писати вірші, грав у духовому оркестрі і володів нотною грамотою. Виписував поштою ноти з різних музичних центрів — Київ, Москва, Ленінград. Під час військової служби у м. Проскурів (тепер Хмельницький) грав у музвзводі.
Працював здебільшого на конторських роботах — касир, рахівник податковий інспектор. Мати працювала в дит'яслах, які влаштовувались в школі під час літніх канікул. А коли ясла не працювали, вона була ланковою. Сапала буряки, проривала, а восени треба було їх викопати, обчистити і вивести на завод. Після жнив починала роботу на молотарці.
«Народився я, як свідчить запис у „Свідоцтві про народження“ 2 серпня 1923 року. Але мама мені говорила, що запис зробили такий з якихось меркантильних міркувань (щоб меншим був податок), а насправді я народився сьомого серпня, і цю дату вважаю більш достовірною».
Найперші спогади про батька у малого Сави, коли він у довгій «кавалерійській» шинелі приходив з роботи, обідав чи вечеряв і сідав біля скрині щось писати. Сашко вилазив до нього на руки, придивлявся до букв і цифр, запитував про їх значення і кожну цифру називав по-своєму. Книг у родині було небагато, бібліотеки в селі не було, то десь книги позичали і передавали один одному завзяті читачі. Ще в молодших класах Сава почув від батька історію Чіпки, про пригоди Дон Кіхота, збірку новел Г.Косинки «Циркуль».
Приязні стосунки склалися в Олександра з Лолієм Осецьким і Юльчиком Кухарем. Цьому посприяло те, що батьки грали в одному оркестрі. Старший Осецький, який був душею оркестру, пристрасно закоханий в музику, виписував чимало нот, але на ім'я батька Сави, бо жінка лаяла його за зайві витрати на ноти. Всі нотні зошити і папки зберігалися у хаті Онишків, де по неділях збиралися музиканти і розучували нові музичні твори.
Знайомство зі школою почалося задовго до того, як Сава прийшов у перший клас. Щоліта в шкільному приміщенні відкривалися дитячі ясла, де мати впродовж десяти років по закінченню курсів у Проскурові завідувала ними.

## Навчання
При вступі Сашка до школи вона поступово перетворювалася з початкової в семирічну. Працювало тоді в школі два вчителя: Андрій Максимович Лисенко і Павло Лукич Волошин, який був репресований у 1937 році працюючи в селі Жучківці. Звинувачений у тому, що передплачував газету «Українські робітничі вісті», що видавалася в США українською мовою. Четвертий клас вчився Олександр не в основній школі, а в хаті Петра Муца. В середніх класах Сашко почав цікавитися книгами зарубіжних письменників, перечитав найбільш відомі твори Мольєра, Беранже, Шекспіра, Гюго. І коли, одного разу, водицькі студенти привезли п'єсу «Скупого» Мольєра, то, знаючи вже весь текст, він був інтерпретатором того, що відбувалося на сцені.
Навчання Олександрові давалося без особливих труднощів, бо він прагнув якнайбільше знати про навколишній світ і багато читав, відвідував різні збори і прислухався до старших. Хоч в селі тоді не було радіо і телевізорів, інформацію про світ приносили тільки газети, Сашко орієнтувався в «політиці», досконало знав карту Європи і не раз з сестрою Марією екзаменували один одного по карті. Починаючи з п'ятого класу систематично виступав від піонерів на урочистих мітингах, в шкільній самодіяльності. До кожного з революційних свят випускав стінгазету класу. Вчителі не втручалися в цю самодіяльність.
У школі була непогана бібліотека пригодницької літератури, Сашкові були до вподоби «Дерсу Узала» В.Арсеньєва і «80 тисяч льє під водою» Жуля Верна.
У 1932 році сім'я переселилася у нову хату, яку заклали на тому ж подвір'ї на дві половини, бо й сім'я мала два номери. Баба Лікерка і Лукіян за соціальним станом числилися бідняками, а батьки Сашка, він і сестричка — були записані в середняки. У новій просторій хаті в неділю збиралися музиканти — Осецький і Кухар Степан.
У 1937 році Олександр закінчив Павликовецьку неповно-середню школу і подався до Фельштина, типового єврейського містечка Поділля, де була найближча середня школа — 12 кілометрів пішки. Якщо в семирічці улюбленим предметом Сашка була література, то у восьмому класі він захопився історією, бо дуже цікаво викладав уроки Віктор Володимирович Крикливий, молодий вчитель і директор школи.
Знання математики, особливо тригонометрії і усного рахунку, якого Сашка вчив батько, дуже знадобилися в артилерійському училищі і під час служби в армії. У 1942 році, коли дивізію було відведено в тил на поповнення, проводилися штабні навчання. Начальник штабу з кадрових, але мало освічених, офіцерів саджав його біля себе, давав завдання командирам батарей і взводів, чекав поки Олександр виконає те завдання, а потім за його розв'язкою перевіряв офіцерів.
Порадившись з батьками, Сашко у серпні 1940 року обрав найближчий педагогічний інститут у Вінниці і успішно склав усі екзамени. Але навчання не склалося. На початку жовтня вийшла Постанова ЦК ВКП(б) і Ради Народних комісарів, які «враховуючи побажання трудящих», постановили ліквідувати у вузах стипендії і встановити плату за навчання у вузах і середніх навчальних закладах. Тому вирішив наступного року піти на заочний відділ, а цього року — їхати додому.
Після того, як Олександр залишив інститут, не одразу вдалося знайти своє місце в житті. Батько через свої зв'язки знайшов місце діловода в Гелетинецькій середній школі, що на той час мала тільки восьмий і дев'ятий класи. В школі запропонували ще півставки бібліотекаря.
Рік роботи в школі дали деякий досвід бухгалтерської роботи, що теж пригодилося в житті, побачив зблизька вчителів, які досі здавалися йому людьми якоїсь незвичайної долі. Також дуже часто турбував райвійськкомат, який ніяк не міг примиритися з тим, що всіх однокласників Сашка вже забрали в армію, а він ще тішиться свободою.
У десятому класі, коли треба було оформляти допризивні документи і одержувати паспорт, за Олександром прізвище Кухар-Онишко. Десь у сьомому класі він вичитав в газеті прізвище Онішко і категорично відкинув зрусифіковане закінчення -ов. Одночасно згадувалися і Онисими, і Анісими. Вже після війни, коли він закінчив Камянець-Подільські обласні партійні курси, то серед відмінників навчання назвали Кухаря Онисима. Кореспондент, що готував замітку сприйняв другу половину прізвища, як ім'я.
У червні 1941 року Олександр виїздить на вступні екзамени до Першого Київського Червонопрапорного артилерійського училища імені С. М. Кірова. Але насправді планував провалитися на іспитах, бо військова справа його не приваблювала, а ще була надія влітку десь вступити на заочне навчання.

## О.С.Кухар-Онишко і війна
"21 червня вранці ми вже були в Києві. Думали поставити десь речі, та походити по столиці. Але за ворота училища нас вже не випустили. Так закрилась за нами брама минулого, мирного життя і почалося нове. На довгі чотири роки нависло над нами слово «війна». Спочатку використовували курсантів для патрулювання у вечірній і нічний час на вулицях Києва — завдання слідкувати за світломаскуванням і затримувати підозрілих людей. Повідомлення з фронтів йшли тривожні. За кілька днів німцями була захоплена вся Західна Україна і Західна Білорусь.
Дуже здивували Олександра Уральські гори. Досі гори він бачив тільки на картинках. А тут — стрімкі скелі над залізничним полотном закривають небо, холодний, неживий камінь. Наші Карпати зелені, покриті лісом і травою, а Урал — голий камінь. Майже місяць тривала подорож до Красноярська, в якому вони нарешті опинилися.
Тим часом коротка сибірська осінь несподівано перейшла в зиму. Вже в жовтні засипало снігом, а курсанти ходили в пілотках і шинелях. Та фронтові потрібні були солдати. Німці вже були під Москвою. Повантажили в «теплушки» і повезли на захід. Спочатку ми всі подумали: на фронт! Та вже на другий день дороги ешелон повернув на південь.
В Алма-Аті виявилось, що з військових училищ формують курсантські ударні бригади для фронту. Олександр попав у 39-у бригаду, в дивізіон 76-мм гармат, в взвод управління. Призначили його радистом, хоч він зроду радіосправою не займався. Насамперед треба було вивчити азбуку морзе та оволодіти роботою на переносній радіостанції.
5 грудня 1941 року — ця дата врізалася в пам'ять Сашка назавжди — в Альма-Аті йшов холодний неприємний дощ, а хлопці вантажилися в ешелон. Цього разу їхали у штабному вагоні. Бригада їхала кількома ешелонами. Сумнівів не було — їх везуть рятувати Москву. Вони ще тоді не знали, що 6 грудня почнеться успішна контратака наших військ під Москвою, і Москва буде врятована від вторгнення ворога..

## О.С.Кухар-Онишко і Миколаїв
Олександр Савич працював у Миколаївському державному педагогічному інституті на посаді старшого викладача, пізніше — доцента, професора (1992), завідувача кафедри (1979–1990). Викладав курси української радянської літератури і теорії літератури. Здійснював велику наукову роботу, став автором близько 300 публікацій у наукових збірниках і журналах. Опублікував монографію «Індивідуальний стиль письменника: генезис, структура, типи» (1985). О. С. Кухар-Онишко був співавтором ряду підручників з історії і теорії літератури, членом редколегії збірника «Українське літературознавство», співавтором програми з теорії літератури.
За ініціативи О. С. Кухар-Онишка було проведено ряд наукових конференцій: «Виховання патріотизму й любові до праці засобами літератури», «Шевченко і театр», «100-річчя театру Корифеїв», «Івану Григурку — 50», «Культура півдня України» та ін..

## Нагороди
Як «ударника навчання» ще малого Сашка кілька разів у школі нагороджували — преміювали. Першою нагородою ще в 5 класі була скромна носова хустинка. Олександр Савич нагороджений орденами Червоної зірки, Вітчизняної війни II ступеня та багатьма медалями